# Умберто Меацца
Умберто Меацца (італ. Umberto Meazza, нар. 1880 року — пом. 21 січня 1926 року, Мілан) — один з перших футбольних ентузіастів в Італії. Виступав на футбольному полі як гравець, згодом здійснював арбітраж футбольних матчів, від самого започаткування збірної Італії входив до складу тренерської ради національної команди, зокрема як голова цього колегіального тренерського органу. Однофамілець видатного італійського футболіста 1930-х років Джузеппе Меацци.

## Біографія
Юрист за освітою, Умберто Меацца на самому початку XX сторіччя зацікавився порівняно новою для Італії командною грою, футболом. З 1901 року грав за футбольну команду спортивного товариства «Медіоланум». Після розформування секції футболу у цьому товаристві протягом 1905—1908 років продовжував грати за іншу міланську команду, УС «Міланезе».
Був капітаном в обох міланських командах і, за прийнятою у той період практикою, залучався до арбітражу футбольних матчів. Наприкінці 1911 року став засновником і першим президентом Італійської асоціації футбольних арбітрів.
Від самого заснування збірної Італії у 1910 році її підготовкою опікувалася спеціально призначена Італійською федерацією футболу тренерська рада, складена з футбольних функціонерів. Умберто Меацца з перервами входив до складу цього колегіального органу протягом 15 років, з найпершого матчу збірної 15 травня 1910 року. Частину часу, проведеного у складі тренерської ради, був її головою. Кількість матчів, проведених збірною Італії на чолі з Умберто Меаццою, оцінюється різними джерелами від 15 до 32.
Помер 21 січня 1926 року в Мілані у віці 44 років.